# Розґарти (Ґрудзьондзький повіт)
Розґарти (пол. Rozgarty, нім. Kulmisch Roßgarten) — село в Польщі, у гміні Ґрудзьондз Ґрудзьондзького повіту Куявсько-Поморського воєводства.
Населення — 96 осіб (2011).
У 1975-1998 роках село належало до Торунського воєводства.

## Демографія
Демографічна структура станом на 31 березня 2011 року:
|          | Загалом | Допрацездатний вік | Працездатний вік | Постпрацездатний вік |
| -------- | ------- | ------------------ | ---------------- | -------------------- |
| Чоловіки | 47      | 7                  | 35               | 5                    |
| Жінки    | 49      | 9                  | 30               | 10                   |
| Разом    | 96      | 16                 | 65               | 15                   |